# Mrs. Doubtfire
Mrs. Doubtfire er en amerikansk komediefilm fra 1993, baseret på romanen Alias Madame Doubtfire af Anne Fine. Filmen blev instrueret af Chris Columbus.

## Handling
Skuespilleren Daniel Hillard (Robin Williams) er noget af legebarn, som elsker sine tre børn og sin kone, men en dag får konen Miranda (Sally Field) nok og forlanger skilsmisse. Da Miranda vil ansætte en husholderske, klæder Daniel sig ud som en bastant, midaldrende, britisk husholderske og får job hos sin gamle familie, og meget længe aner ingen uråd.

## Medvirkende
- Robin Williams som Daniel Hillard
- Sally Field som Miranda Hillard
- Lisa Jakub som Lydia Hillard
- Matthew Lawrence som Chris Hillard
- Mara Wilson som Natalie Hillard
- Pierce Brosnan som Stu Dunmeyer
- Harvey Fierstein som Frank Hillard
- Polly Holliday som Gloria Cheney
- Robert Prosky som Jonathan Lundy
- Anne Haney som Fru Sellner